# Rigby (band)
Rigby is een Nederlandse rockband.

## Biografie
Rigby werd opgericht in 2008. De naam was afgeleid van het liedje Eleanor Rigby van The Beatles. In juli 2008 speelde de band op het Nederlandse muziekfestival Zwarte Cross en werd daar door 3FM uitgeroepen tot Serious Talent.
De eerste single Pass You By behaalde de 28e plek in de Single Top 100. Begin januari 2009 kwam de tweede single Parade uit bij Universal Music. Ook deze single behaalde een notering in de Nederlandse hitlijsten.
Op 15 mei 2009 verscheen de nieuwe single Everything Must Go en het gelijknamige debuutalbum verscheen op 11 juni van datzelfde jaar. Bovendien opende Rigby in 2009 het Haagse popfestival Beatstad en stond de groep in het voorprogramma van de Kaiser Chiefs in de Heineken Music Hall in Amsterdam. In de zomer van 2009 werd bekend dat Rigby in het nieuwe televisieseizoen de huisband van De Wereld Draait Door zou worden. Op 25 september 2009 verscheen de band in de nieuwe formatie voor het eerst in dit programma. De vierde single One Song werd door 3FM uitgekozen als het anthem voor Serious Request 2009 en was tevens de laatste 3FM Megahit van 2009. Het nummer bereikte de 6e plaats in de Single Top 100.
In het voorjaar van 2010 werd het tweede album van Rigby geschreven, dat die zomer zou worden opgenomen in Brussel. De eerste single hiervan was Fire, dat uitkwam in het najaar van 2010. Het album Solid Ground kwam uit in februari 2011.
Op 4 oktober 2010 was de eerste uitzending van RigbyRadio te horen bij het regionaal radiostation Roulette FM uit De Bilt. Rigby had hiermee zijn eigen radioprogramma, te beluisteren op maandagavond van 21.00 tot 22.00 uur in heel Nederland via de website van het station.
Rigby was in 2011 en 2012 het gezicht van het biermerk Grolsch in een reclamespotje met het nummer Fire, afkomstig van het album Solid Ground. De van ditzelfde album afkomstige track Breathe werd vanaf mei 2010 gebruikt in reclame van Nutella en Always You in de in april 2011 verschenen bioscoopfilm Alle tijd.
In juli 2011 kwam het nummer Time op single uit, vergezeld van een door de band zelf gemaakte videoclip die in drie dagen op meer dan veertig verschillende locaties was opgenomen, met daarin een kleine rol voor cabaretier Jochem Myjer als gefrustreerde regisseur.
In januari 2012 eindigde de samenwerking met platenlabel Universal en richtte de band zijn eigen label FAM Records op. Onder dit label verscheen in maart 2012 de eerste single van het nieuwe album One Life To The Next. In april van dit jaar speelde de band op een vol Trafalgar Square in Londen tijdens het Holland House Dutch Festival, een viering van Koninginnedag die twee weken voor de Nederlandse Koninginnedag wordt gehouden voor Nederlanders die in het Verenigd Koninkrijk wonen.
Op 6 oktober 2012 verscheen het derde Rigbyalbum FIRE&ICE&SUGAR&SPICE. In het voorjaar van 2013 werd van dit album de single Earth Meets Water uitgebracht. De single bereikte de 29e plaats in de Nederlandse Top 40 en was hiermee de grootste hit van de band. Diverse dj's maakten een remix van het muzieknummer en het label van de Nederlandse dj-producer Wildstylez bracht zijn hardstyleversie officieel uit.
Op 12 juli 2013 kwam de single Lighter uit, de eerste single van het dan nog te verschijnen jubileumalbum van Rigby, met de titel Island on Mainland. 
Op 24 oktober 2013 gaf de band een eenmalige jubileumshow in Tivoli in Utrecht in verband met hun vijfjarig bestaan. Tegelijkertijd kwam het jubileumalbum uit. Van elk van de drie eerder uitgebrachte albums had de band drie liedjes gekozen en deze opnieuw gearrangeerd en uitgevoerd, en tevens stonden er vier nieuwe nummers op, waaronder Lighter. Het album was opgenomen op het eiland Texel, waarmee Rigby een bijzondere band heeft, aangezien zij daar meerdere malen per jaar optreden, vrienden bezoeken, aan nieuw materiaal werken of op vakantie gaan. In juli 2013 adopteerde de band er zelfs een zeehondje dat was aangespoeld in Julianadorp en verzorgd werd in natuurmuseum Ecomare. De huiler kreeg de naam Rigby en de band was van plan het zeehondje zelf in het najaar weer uit te zetten in zee.
Op 9 januari 2015 gaf de band op hun Facebook-pagina aan om enkele maanden pauze te nemen om zich op "andere muzikale werkzaamheden te focussen".

## Bandleden
- Christon Kloosterboer
- Lars van Starrenburg
- Merijn Eugelink
- Rory de Kievit

## Oud-bandleden
- Bart Meeldijk
- Eelke Mastebroek
- Mark Terlage

## Discografie

### Albums
| Album met eventuele hitnotering(en) in de Nederlandse Album Top 100 | Datum van verschijnen | Datum van binnenkomst | Hoogste positie | Aantal weken | Opmerkingen |
| ------------------------------------------------------------------- | --------------------- | --------------------- | --------------- | ------------ | ----------- |
| Everything Must Go                                                  | 05-06-2009            | -                     |                 |              |             |
| Solid Ground                                                        | 18-02-2011            | 26-02-2011            | 39              | 1            |             |
| Fire & Ice & Sugar & Spice                                          | 2012                  | 13-10-2012            | 54              | 1            |             |
| Island on Mainland                                                  | 2013                  | 02-11-2013            | 51              | 1            |             |

### Singles
| Single met eventuele hitnotering(en) in de Nederlandse Top 40 | Datum van verschijnen | Datum van binnenkomst | Hoogste positie | Aantal weken | Opmerkingen                 |
| ------------------------------------------------------------- | --------------------- | --------------------- | --------------- | ------------ | --------------------------- |
| Pass You By                                                   | 2008                  | -                     |                 |              | Nr. 28 in de Single Top 100 |
| Parade                                                        | 2009                  | 14-03-2009            | 35              | 3            | Nr. 95 in de Single Top 100 |
| Everything Must Go                                            | 2009                  | 27-06-2009            | tip12           | -            | Nr. 28 in de Single Top 100 |
| One Song                                                      | 25-09-2009            | 26-12-2009            | 27              | 4            | Nr. 6 in de Single Top 100  |
| Fire                                                          | 2011                  | -                     |                 |              | Nr. 48 in de Single Top 100 |
| Time                                                          | 2011                  | -                     |                 |              | Nr. 59 in de Single Top 100 |
| One Life to the Next                                          | 2012                  | -                     |                 |              | Nr. 78 in de Single Top 100 |
| Take a Chance                                                 | 2012                  | -                     |                 |              | Nr. 94 in de Single Top 100 |
| Earth Meets Water                                             | 2013                  | 30-03-2013            | 29              | 4            | Nr. 34 in de Single Top 100 |
| Earth Meets Water (Wildstylez remix)                          | 2013                  | 01-06-2013            | 32              | 4            |                             |
| Lighter                                                       | 2013                  | 03-08-2013            | tip2            | -            | Nr. 49 in de Single Top 100 |
| We Haven't Lost (Just Not Yet Won)                            | 2013                  | -                     |                 |              | Nr. 79 in de Single Top 100 |
| (It's X-Mas Nights Would You) Please Come Home                | 2013                  | 21-12-2013            | tip14           | -            |                             |
| Let Go                                                        | 2014                  | -                     |                 |              | Nr. 98 in de Single Top 100 |